# Штруц, Мартина
Марти́на Штруц (нем. Martina Strutz; род. 4 ноября 1981 года в Шверине, ГДР) — немецкая легкоатлетка, специализирующаяся в прыжках с шестом, вице-чемпионка мира 2011 года и вице-чемпионка Европы 2012 года. Участница летних Олимпийских игр 2012 и 2016 года. 4-кратная чемпионка Германии — трижды на стадионе (2011, 2013, 2016) и один раз в помещении (2006).

## Биография и карьера
Была пятой на чемпионате мира 2000 года среди юниоров в Сантьяго, пятой на чемпионате Европы 2006 года в Гётеборге, четвёртой на кубке мира 2006 года в Афинах.
Лучший результат спортсменки (4,80 м, рекорд Германии) показан в августе 2011 года на чемпионате мира в Тэгу.